# Pervomaïske (oblast de Mykolaïv)
Pour les articles homonymes, voir Pervomaïsk.
Pervomaïske (ukrainien : Первомайське, russe : Первомайское) est une commune urbaine de l'oblast de Mykolaïv, en Ukraine. Elle compte 1 200 habitants en 2024.